# Mesembryanthemum noctiflorum
Mesembryanthemum noctiflorum är en isörtsväxtart. Mesembryanthemum noctiflorum ingår i Isörtssläktet som ingår i familjen isörtsväxter.

## Underarter
Arten delas in i följande underarter:
- M. n. defoliatum
- M. n. noctiflorum
- M. n. stramineum